# Autoritratto (Hébuterne 1916)
Autoritratto è un dipinto a olio su cartone realizzato dalla pittrice francese Jeanne Hébuterne.

## Descrizione
In questo autoritratto dal carattere introspettivo la pittrice si rappresenta vista di tre quarti, con i capelli rossastri e scuri raccolti elegantemente sulla nuca e posti in risalto dalla carnagione bianchissima. Un altro accenno di eleganza e femminilità sono il trucco delicato e la collana di perle abbinata all'azzurro della camicetta.
Il naso è lasciato incompiuto, così come non venne realizzato l'occhio destro, mentre quello sinistro, a forma di mandorla, è contornato di nero.
In quest'opera si potrebbe intravedere la tendenza della pittrice a presentarsi come una figura esotica, considerando anche l'autoritratto dell'anno dopo, in cui si mostra vestita in stile orientale.